# Verkehrsträger
Verkehrsträger ist in der Verkehrswissenschaft und in der Verkehrspolitik die Gesamtheit aller Transport- und Verkehrsmittel, die auf technisch gleichartigen Verkehrswegen unterwegs sind oder die die Transportmittel betreibenden Verkehrsunternehmen. „Verkehrsträger“ wird im Sinne von „Verkehrsmedium“ verstanden, einem Trägermedium, das dazu dient, den Verkehr „aufzunehmen“, zu „tragen“. Verkehrsträger bezeichnen also verschiedene Arten von Verkehrswegen, die bestimmte Verkehrsleistungen aufnehmen und aushalten und damit das Verkehrsaufkommen einer Volkswirtschaft „tragen“. Verkehrsträger umfassen im weiteren Sinne die Verkehrsinfrastruktur, die für ein bestimmtes Transport- oder Verkehrsmittel vorhanden sein muss, damit eine Verkehrsleistung erbracht werden kann. Im engeren Sinne sind Verkehrsträger die Verkehrsunternehmen als Betreiber der Verkehrssysteme.
Ein Verkehrsträger ist das Trägermedium, auf dem Verkehr stattfindet oder die zusammenfassende Bezeichnung der Verkehrsunternehmen einer Verkehrsart.
Als Verkehrswege kommen Landwege (Fußwege, Radwege, Straßen, Eisenbahnstrecken), Wasserwege (Binnengewässer und Seewege) und die Luftwege (Luftstraßen, Organized Track System) in Frage. Findet auf ihnen Verkehr statt (Fußverkehr, Straßenverkehr, Schienenverkehr, Schiffsverkehr, Luftverkehr), so gelten sie als Verkehrsträger. Auch Rohöl-Rohrleitungen (Pipelines) werden in Verkehrsstatistiken zu den Verkehrsträgern gerechnet.
Verkehrsträger im engeren Sinne sind die Verkehrsunternehmen der einzelnen Verkehrsarten:
| Verkehrsart   | Verkehrsträger im engeren Sinne | Verkehrsträger im weiteren Sinne                |
| ------------- | ------------------------------- | ----------------------------------------------- |
| Landverkehr   | Straße Schiene                  | Straßenverkehrsunternehmen Eisenbahnunternehmen |
| Wasserverkehr | Wasserstraße, Seeweg            | Reedereien                                      |
| Luftverkehr   | Luftstraße                      | Fluggesellschaften                              |

Verkehrsträger im weiteren Sinne sind alle Verkehrsunternehmen, die bestimmte Verkehrsarten anbieten.

## Arten
Es gibt folgende Verkehrsträger:
| Verkehrsträger | Nutzung durch |
| -------------- | --- |
| Straßen        | Fußgänger, Lastkraftwagen, Omnibusse, Personenkraftwagen, Taxen, Werkverkehr                                          |
| Schienen       | Bergbahn, Eisenbahn, Hochbahn, U-Bahn, Stadtbahn, Straßenbahn, Zahnradbahn                                            |
| Wasserwege     | Schifffahrt - Binnenschifffahrt: Flüsse, Kanäle und Seen (Binnenschiffe, Fähren) - Seeschifffahrt: Meere (Seeschiffe) |
| Seile          | Seilbahnen, Sessellifte                                                                                               |
| Luftraum       | Luftfahrt: Luftfahrzeuge wie Flugzeuge, Ballone                                                                       |
| Weltraum       | Weltraumfahrt: Weltraumfahrzeuge                                                                                      |
| Rohrleitungen  | Rohöl-Pipelines, Gas-Pipelines, Fernwärme-Leitungen                                                                   |

Die Verkehrswege müssen durch Transport- und Verkehrsmittel oder den Menschen benutzt werden, um zum Verkehrsträger zu werden.

## Begriffsabgrenzung
Der Begriff des Verkehrsträgers besitzt in der Fachliteratur teilweise unterschiedliche Begriffsinhalte. Zuweilen wird der Verkehrsträger als Synonym von Verkehrsart, Verkehrsweg oder Transportmittel behandelt. Der Zusammenhang zwischen Verkehrsweg, Verkehrsträger und Transportmittel ergibt sich aus folgender Tabelle:
| Verkehrsträger      | Transportmittel   | Verkehrsweg           | Verkehrsinfrastruktur                       |
| ------------------- | ----------------- | --------------------- | ------------------------------------------- |
| Straßenverkehr      | Pkw/Lkw           | Straßennetz           | Brücken, Tunnel, Parkplätze                 |
| Eisenbahnverkehr    | Eisenbahnen       | Schienennetz          | Bahnhöfe, Eisenbahnbrücken, Eisenbahntunnel |
| Luftverkehr         | Flugzeuge         | Luftstraßen           | Flughäfen                                   |
| Binnenschifffahrt   | Binnenschiffe     | Flüsse                | Kanäle, Binnenhäfen                         |
| Seeschifffahrt      | Seeschiffe        | Seewege               | Seehäfen                                    |
| Rohrleitungsverkehr | Pipelines         | Leitungsnetze         | Speicher                                    |
| Nachrichtenverkehr  | Kabel, Funkwellen | Kabelnetze, Funknetze | Sendeanlagen                                |

Als Verkehrsträger wird hierin die Beförderungsart verstanden, mit welcher der Personen- und/oder Gütertransport durchgeführt wird.
Die Zuordnung der Verkehrsträger ist auch vom Kontext abhängig. So nennt das Bundesverkehrsministerium vier Verkehrsträger (Straße, Schiene, Wasser, Luft), Im Gefahrguttransport auf dem Landweg gibt es die Verkehrsträger Straße und Schiene; der Deutsche Industrie- und Handelskammertag unterscheidet dagegen sechs Verkehrsträger (Straßenverkehr, Eisenbahn, Post, Schifffahrt, Luftverkehr, Öffentlicher Personennahverkehr).; die EU-Kommission benennt gar verschiedene Verkehrsträger für die Beförderung von Personen und Gütern (Eisenbahn, See, Straßen, Binnenschifffahrt und Luftverkehr), für die Personenbeförderung im Landverkehr (Personenkraftwagen, motorisierte Zweiräder, Stadtbusse, Reisebusse, Straßenbahnen, S- und Stadtbahnen) und solche ausschließlich für die Beförderung von Gütern (Rohrfernleitungen). Der Leistungsanteil der einzelnen Verkehrsträger am Gesamtverkehr wird Modal Split genannt. Werden bei einem Transport verschiedene Verkehrsträger benutzt, so wird er als multimodal bezeichnet. 
In der Tabelle nicht enthalten sind verschiedene Bahnformen, die auch als Verkehrsträger fungieren wie Seilbahnen (Luftseilbahnen, Schienenseilbahnen, Sesselbahnen oder Skilifte).

## Statistik
Die Anteile einzelner Verkehrsträger an der gesamten Verkehrsleistung im Gütertransport ergeben sich aus folgender Tabelle:
| Verkehrsträger        | 2019 (in Mio. t)                    | 2020 (in Mio. t)                    | 2020 (in %) |
| --------------------- | ----------------------------------- | ----------------------------------- | ----------- |
| Straßengüterverkehr   | 3.208,2                             | 3.119,6                             | 78,2        |
| Frachtschiffverkehr   | 495,3 davon Seefrachtverkehr: 290,2 | 461,2 davon Seefrachtverkehr: 273,2 | 11,6        |
| Schienengüterverkehr  | 340,6                               | 320,1                               | 8,0         |
| Rohrleitungen (Rohöl) | 85,1                                | 81,7                                | 2,0         |
| Luftfrachtverkehr     | 4,8                                 | 4,6                                 | 0,2         |

Mit Abstand wichtigster Verkehrsträger ist der Straßengüterverkehr, dem der Schiffsfrachtverkehr und Schienengüterverkehr folgen.

## Wirtschaftliche Aspekte
In den systemorientierten Verkehrszweigen werden transportnahe Leistungen (englisch Carrier-Dienste) angeboten. Dazu werden in ihnen unterschiedliche Verkehrssysteme betrieben, wobei jedes Verkehrssystem den unterschiedlichen Anforderungen des Kunden und des zu befördernden Transportguts an den Transportprozess hinsichtlich Qualität und Quantität (z. B. Fahrgeschwindigkeit, Kapazität, Route, Transportweg) genügt. Der Behälterverkehr ist eine Mischform zwischen systemorientierten und dienstorientierten Zweigen. Die Nachrichtentechnik wird häufig separat betrachtet.
Auch wenn die systemorientierten Verkehrszweige nach den hauptsächlich verwendeten technischen Hilfsmitteln bezeichnet werden, so fassen dennoch Wirtschaftszweige diese zusammen. So ist etwa mit dem Begriff „Eisenbahnverkehr“ bzw. kurz „Eisenbahn“ nicht die Summe aller Lokomotiven, Weichen und Stellwerksgebäude gemeint, sondern die Menge aller am Verkehrsmarkt tätigen Verkehrsunternehmen, die zu deren Leistungserstellung das technische Hilfsmittel „Eisenbahn“ (im weiteren Sinne) verwenden.